# Nesopupa quadrasi
Nesopupa quadrasi é uma espécie de gastrópode  da família Pupillidae.
É endémica de Guam.